# Velká Británie na Zimních olympijských hrách 1994
Velkou Británii na Zimních olympijských hrách 1994 reprezentovalo 32 sportovců (25 mužů a 7 žen) v 8 sportech.

## Medailisté
| Medaile | Jméno                             | Sport         | Disciplína   |
| ------- | --------------------------------- | ------------- | ------------ |
| Bronz   | Jayne Torvillová Christopher Dean | Krasobruslení | Taneční páry |
| Bronz   | Nicky Gooch                       | Short track   | Muži 500 m   |